# Mask (Bauhaus)
| Recensione       | Giudizio |
| ---------------- | -------- |
| AllMusic         | [ 1 ]    |
| Drowned in Sound | 8/10     |
| Record Collector | [ 3 ]    |
| Trouser Press    | positivo |
| Piero Scaruffi   | 7/10     |

Mask è il secondo album in studio della gruppo musicale britannico Bauhaus, pubblicato nel 1981.

## Storia
Registrato a Londra, presso i Playground Studios e i Jam Studios, l'album amplia i confini stilistici del gruppo britannico, rispetto al precedente disco di debutto. In particolare, attraverso l'utilizzo di nuovi strumenti quali tastiere, chitarre acustiche e sassofono, i Bauhaus introducono una poliedricità di nuovi generi (reggae, funk, elettronica), nel loro già collaudato sound gothic e new wave.
Il brano Kick in the Eye, pubblicato come singolo, raggiunse la posizione numero 29 nella classifica Club Play Singles, negli Stati Uniti.
Il 19 ottobre del 2009 è stata pubblicata una versione rimasterizzata dell'album, con l'aggiunta di un secondo disco contenente lati B, versioni alternative dei brani e di un terzo dal vivo intitolato This Is for When..., registrato all'Hammersmith di Londra il 9 novembre del 1981.

## Copertina
La copertina dell'album è un disegno realizzato per mano del chitarrista Daniel Ash. 

## Tracce
LP 1981
Testi e musiche di Bauhaus.
1. Hair of the Dog – 2:43
2. The Passion of Lovers – 3:53
3. Of Lillies and Remains – 3:18
4. Dancing – 2:29
5. Hollow Hills – 4:47
6. Kick in the Eye – 3:39
7. In Fear of Fear – 2:58
8. Muscle in Plastic – 2:51
9. The Man with the X-Ray Eyes – 3:05
10. Mask – 4:36

Durata totale: 34:19
CD 1988
Testi e musiche di Bauhaus.
1. Hair of the Dog – 2:43
2. The Passion of Lovers – 3:53
3. Of Lillies and Remains – 3:18
4. Dancing – 2:29
5. Hollow Hills – 4:47
6. Kick in the Eye – 3:39
7. In Fear of Fear – 2:58
8. Muscle in Plastic – 2:51
9. The Man with the X-Ray Eyes – 3:05
10. Mask – 4:36
11. In Fear of Dub – 2:55
12. Ear Wax – 3:15
13. Harry – 2:47
14. 1. David Jay  2. Peter Murphy  3. Kevin Haskins  4. Daniel Ash – 6:37
15. Satori – 4:36

Durata totale: 54:29

## Formazione
- Peter Murphy - voce
- Daniel Ash - chitarra
- David Jay Haskins - basso
- Kevin Haskins - batteria

### Produzione
- John Etchells - ingegneria del suono
- Kenny Jones - ingegneria del suono
- Mike Hedges - ingegneria del suono